# Avenue du Gros-Peuplier
L'avenue du Gros-Peuplier est une voie située à Aulnay-sous-Bois, dans le département de Seine-Saint-Denis, en France.

## Situation et accès
Cette avenue est située à proximité de la gare d'Aulnay-sous-Bois.
Elle part de la place de la République, point de convergence de l'avenue de la République, de l'avenue Dumont et de la rue du Docteur-Lavigne. Se dirigeant vers le sud-est, elle croise l'avenue Paul-Langevin, l'avenue Jean-Jacques-Rousseau, l'avenue de la Croix-Blanche, l'avenue Vercingétorix et la rue d'Alésia.

## Origine du nom

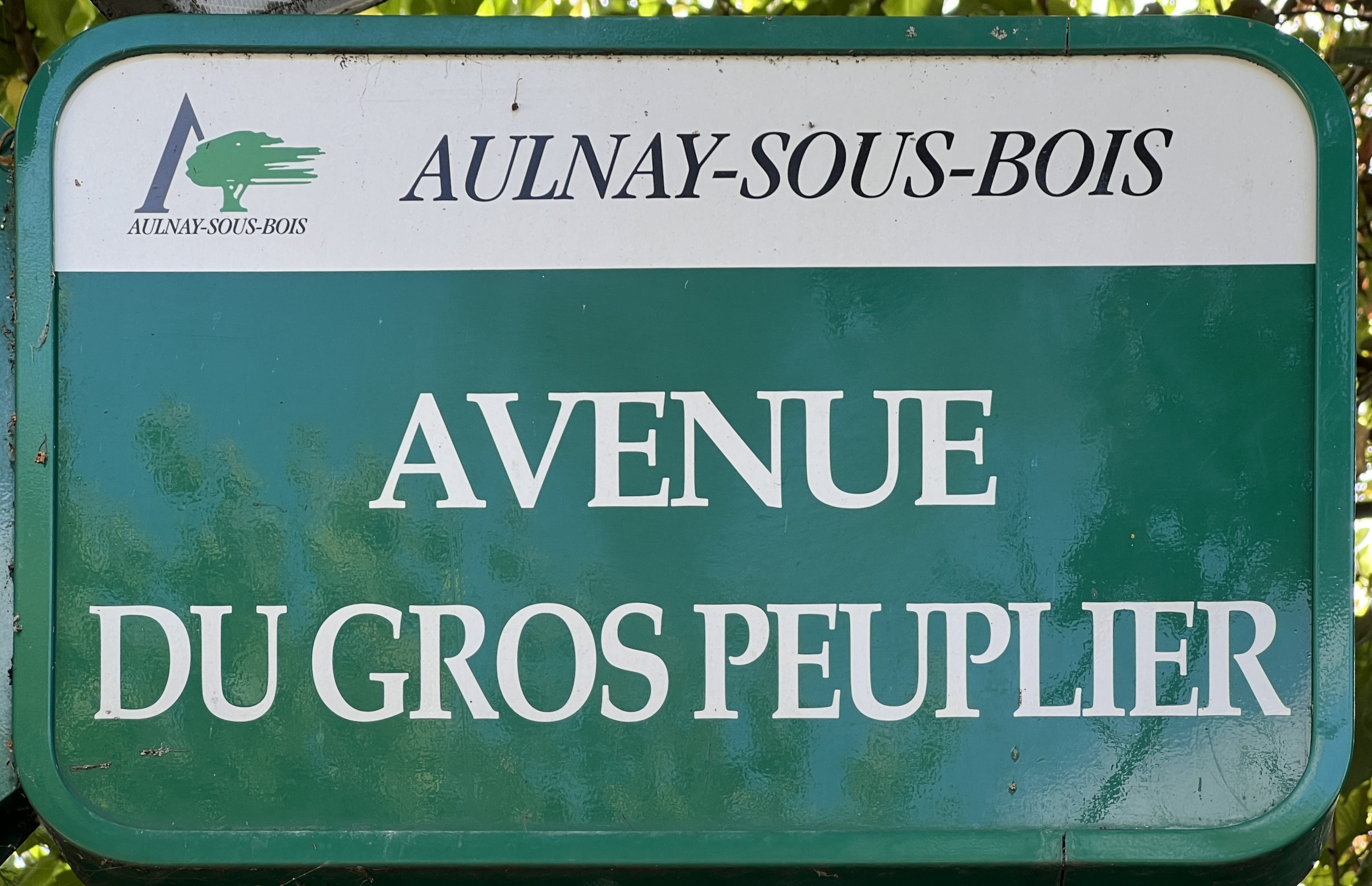
Plaque de l'avenue en août 2022.

Le nom de cette avenue tient à un peuplier énorme qu'on pouvait apercevoir dans la forêt de Bondy, le long de la route du « Cul-de-sac de Nonneville ». Il se trouvait au bord de l’avenue du Clocher (aujourd'hui avenue Pierre-Jouhet dans cette partie) à l'intersection avec l’avenue de Nonneville. Ce carrefour est encore appelé de façon coutumière carrefour du Gros-Peuplier, ou encore carrefour du Gros-Peuple.

## Historique

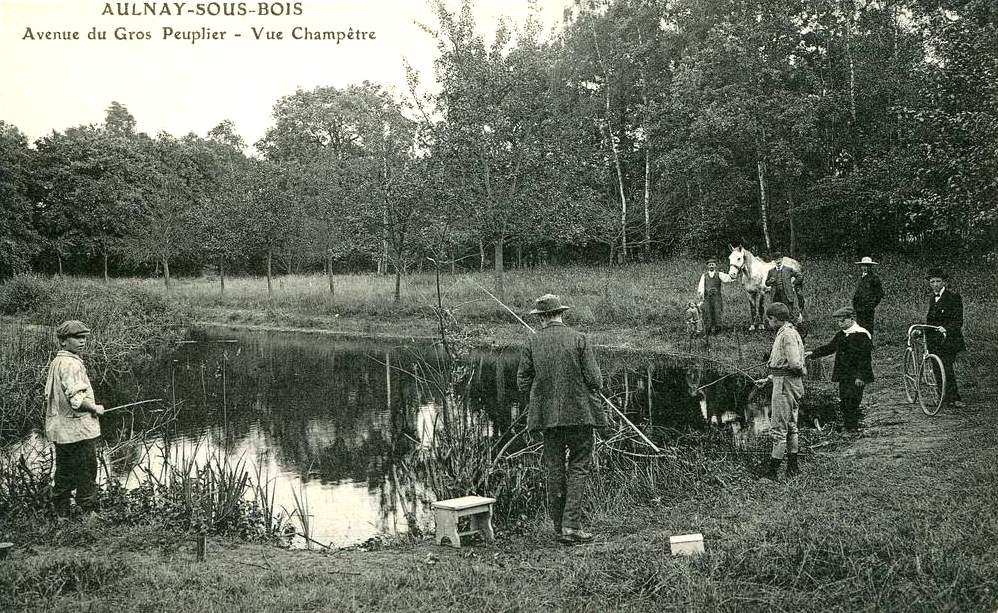
Avenue du Gros-Peuplier: Vue champêtre.

Cette avenue et les voies avoisinantes font partie du lotissement du Parc, créé en 1882 par quelques familles ayant acquis auprès de la famille d'Orléans une partie de la forêt de Bondy.
En 2016, le peuplier qui donnait son nom à l'avenue, fut finalement abattu.

## Bâtiments remarquables et lieux de mémoire
- Église Saint-Joseph d'Aulnay-sous-Bois.
- Au no 45, à l'angle de l'avenue de la Croix-Blanche, villa Les Rhododendrons, datant du début du XXe siècle[5],[6]. Ses baies semi-circulaires témoignent de l’influence de l’Art nouveau sur les architectes de la banlieue parisienne[7].
- Au no 70, une maison en pierre meulière, construite après à l’extension du lotissement du Parc, et recensée par l'Atlas de l'Architecture et du Patrimoine de Seine-Saint-Denis[8].